# Omega-Navigationsverfahren

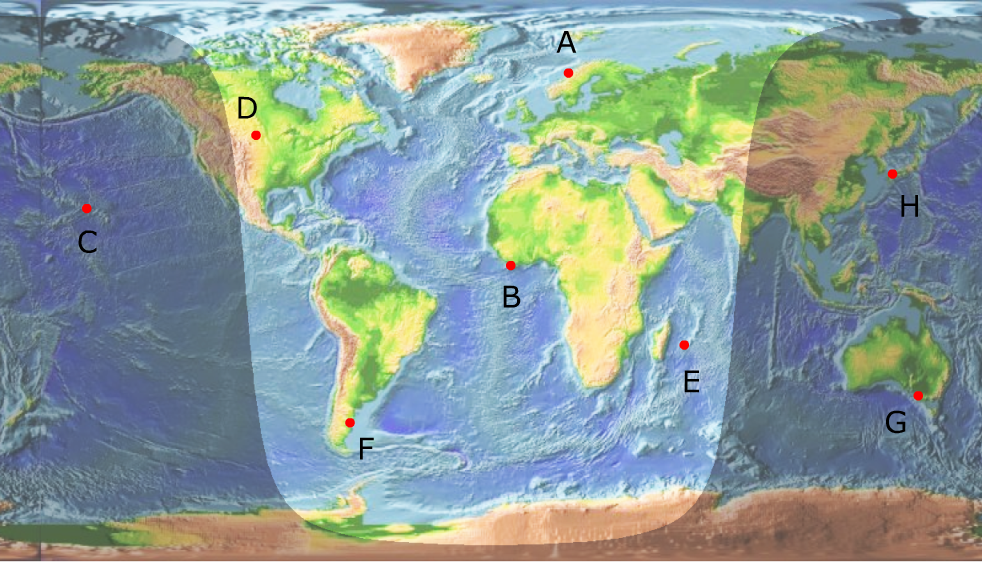
Omega-Sender-Standorte

Hyperbelnavigation mit 3 Omega-Sendern: North Dakota, Liberia und Norwegen

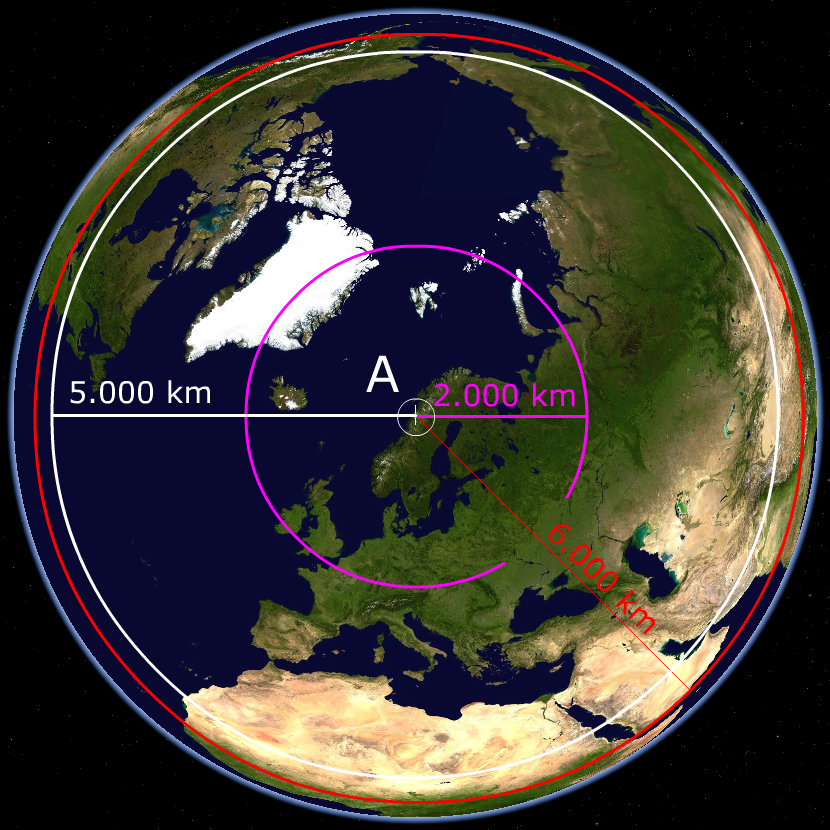
Omega-Sender Norwegen

Das Omega-Navigationsverfahren (auch kurz Omega-Verfahren) war ein Funknavigationsverfahren, das auf dem OMEGA-Funknavigationssystem und der Hyperbelnavigation basierte. Das OMEGA-Funknavigationssystem wurde von 1968 bis 1997 zur weltweiten Positionsbestimmung von Schiffen und Flugzeugen (für den zivilen Flugverkehr erst ab 1975) verwendet. Die Positionsbestimmung erfolgte durch Phasendifferenzmessung von Längstwellensignalen, die weltweit von acht Sendern ausgestrahlt wurden. Die Bestimmung der Standlinien erfolgte mittels Spezialkarten.

## Namensgebung
Das Omega-System erschien zu einer Zeit, in der es mit TRANSIT bereits eine Satellitennavigation gab und Planungen zu GPS existierten. Infolgedessen war das Ende der bodengestützten Funknavigation abzusehen, woraufhin man OMEGA für das letzte System dieser Art hielt und deswegen den letzten Buchstaben des griechischen Alphabets als Bezeichnung dafür wählte.

## Sendestationen

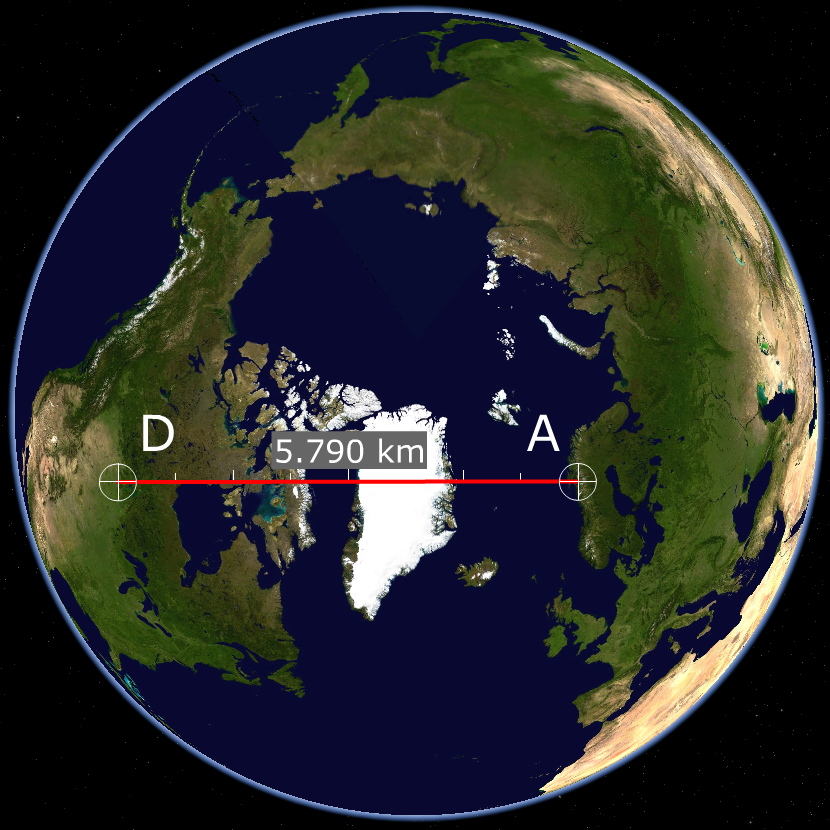
Abstand zwischen den Senderstandorten: Norwegen und North Dakota

Das System basierte auf 8 OMEGA-Sendestationen, die rund um die Erde aufgestellt waren. Die Sender hatten eine große Reichweite von bis zu 10.000 Seemeilen (18.500 km). Bei einem Erdumfang von ca. 40.000 km entspricht das knapp dem halben Erdumfang. Ein Sender strahlte also fast bis zu seiner Antipode und war somit fast auf der gesamten Erdkugel empfangbar. Wegen der großen Reichweite konnten der Abstand zwischen zwei Stationen 5.000 bis 6.000 Seemeilen (9.300 km bis 11.100 km) betragen, was annähernd einem Viertel des Erdumfangs entspricht.
| Station | Nummer | Standort                           | Koordinaten                       |
| A       | 1      | Aldra, Norwegen                    | 66° 25' N; 013° 08' O             |
| B       | 2      | Monrovia, Liberia                  | 06° 18' 20.0" N; 10° 39' 43.9" W  |
| C       | 3      | Haiku, Hawaii, USA                 | 21° 24' N; 157° 50' W             |
| D       | 4      | La Moure, North Dakota, USA        | 46° 21' 57.5" N; 98° 20' 08.9" W  |
| E       | 5      | Réunion                            | 20° 58' 26.8" S; 55° 17' 23.6" O  |
| F       | 6      | Golfo Nuevo, Argentinien           | 43° 03' 12.5" S; 65° 11' 27.5" W  |
| G       | 7      | bei Woodside, Victoria, Australien | 38° 28' 52.5" S; 146° 56' 07.3" O |
| H       | 8      | Tsushima, Japan                    | 34° 36' 53.5" N; 129° 27' 13.0" O |

Das System war durch die United States Navy aufgebaut und 1968 fertiggestellt worden.
Seit 1971 wurde es von der United States Coast Guard betrieben.
Neben zwei Stationen in den USA, von der das Omega-System initiiert und unterhalten wurde (North Dakota und Hawaii), wurden sechs weitere Stationen in verbündeten bzw. befreundeten Ländern betrieben (Argentinien, Australien, Réunion – zu Frankreich gehörend, Japan, Liberia und Norwegen).
Daneben gab es auch eine OMEGA-Station in Trinidad, welche 1980 stillgelegt wurde. Die für die OMEGA-Stationen errichteten Antennenanlagen waren sehr groß. Einige besaßen einen über 400 Meter hohen selbststrahlenden Sendemast, der eine Schirmantenne trug. Andere Stationen benutzten als Sendeantenne ein über einen Fjord (Norwegen) oder ein Tal (Hawaii, Trinidad) gespanntes Seil.
Eine ausführliche Beschreibung der Sendestationen folgt weiter unten.

## Technik
OMEGA zählt zu den Verfahren der Hyperbelnavigation. Das System arbeitete mit Längstwellen (engl. very low frequency, Abk. VLF) im Bereich von 10 bis 14 kHz (auf 12 festen Frequenzen – siehe unten), was mit den wenigen Stationen einen weltweiten Empfang ermöglichte.
OMEGA war konzipiert als Navigationshilfe für Langstreckenbomber, diente aber auch U-Booten zur Positionsbestimmung. Letzteres gestatteten die extremen Wellenlängen, da solche Funkwellen auch in Salzwasser eindringen. Die Navigation mit dem Omega-Navigationsverfahren war bis zu einer Wassertiefe von 15 m möglich.
Es wurde eine Genauigkeit von 2–4 Seemeilen (NM – nautische Meile), später von 1 Seemeile erreicht. Von Nachteil bei dem Verfahren war allerdings, dass es – genau wie auch Decca – eine fortlaufende Messung erforderte, man konnte also nicht allein mit dem Einschalten der Anlage seine Position ermitteln.
Die amerikanischen strategischen Atom-U-Boote benötigten für den Start und die genaue Flugbahnberechnung ihrer mit Atomsprengköpfen ausgerüsteten ballistischen Interkontinentalraketen ihre genaue Standortposition. Als Basisnavigationssystem diente den U-Booten das Ships Inertial Navigation System (SINS) – ein geschlossenes Koppelnavigationssystem. Der zunehmende Positionsfehler musste täglich mit Hilfe eines Langstreckennavigationssystems (OMEGA) korrigiert werden.
Die USA und Großbritannien haben unter anderem gegenüber der australischen Regierung versichert, dass auf ihren Atom-U-Booten keine OMEGA-Empfänger installiert sind, um Bedenken in Australien zu zerstreuen, dass der australische OMEGA-Sender im Falle einer atomaren Auseinandersetzung zwischen den USA und der SU das Ziel eines strategischen Atomschlages der Sowjetunion werden könnte, die damit das OMEGA-Navigationssystem für die amerikanischen U-Boote ausschalten könnte.

## Funktionsweise

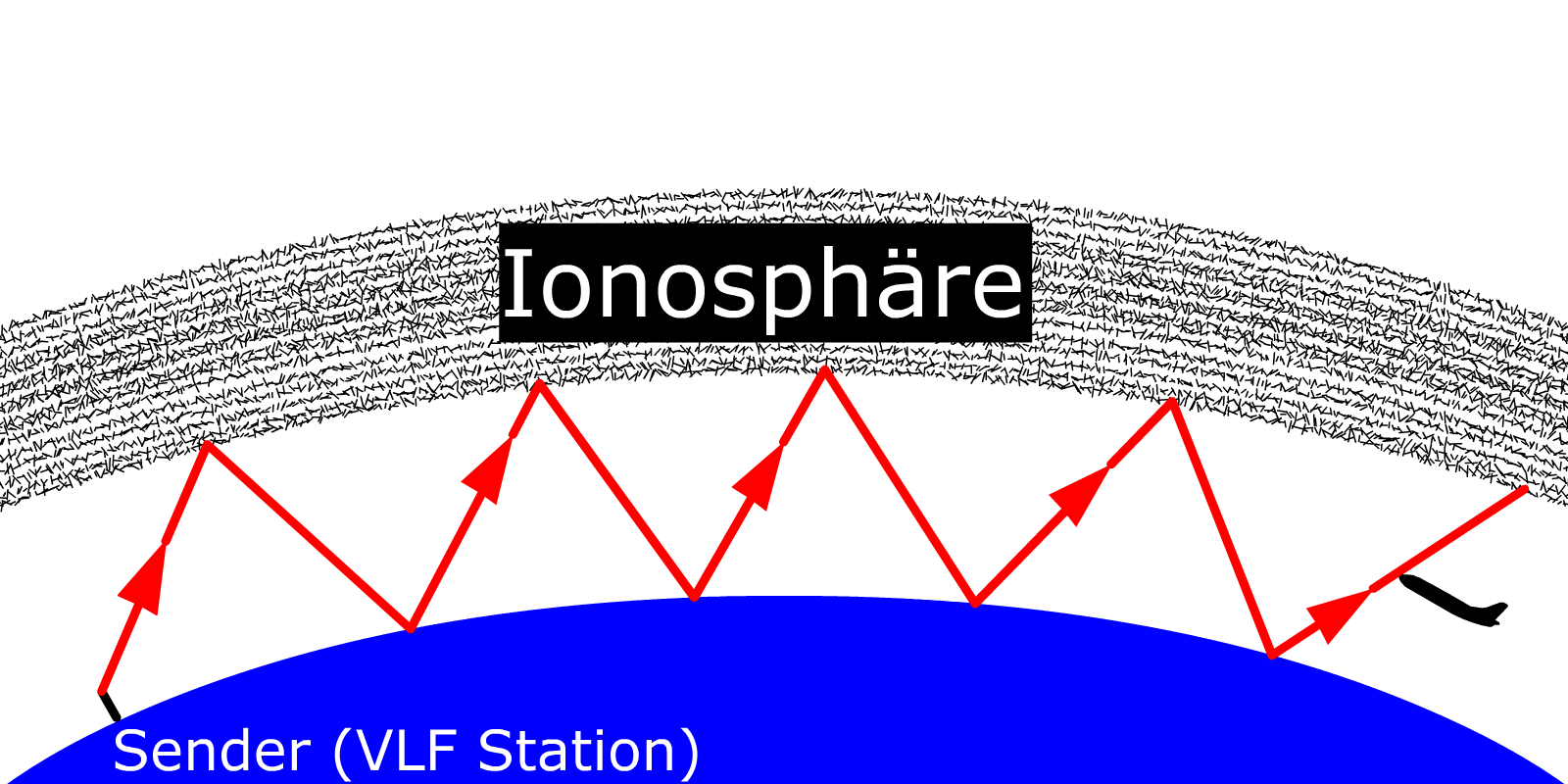
Bild 1

Das OMEGA-Navigationssystem strahlte weltweit von 8 Stationen mit einer Frequenz von 10 bis 14 kHz aus. Das ist VLF (engl. Very Low Frequency; Längstwelle), die als Frequenzbereich unter 30 kHz definiert ist. Diese elektromagnetischen Wellen breiten sich um den gesamten Erdball aus, da sie an der unteren Grenze der Ionosphäre und von der Erde reflektiert werden (Bild 1) (siehe Raumwelle).

### Tag-Nacht-Grenze

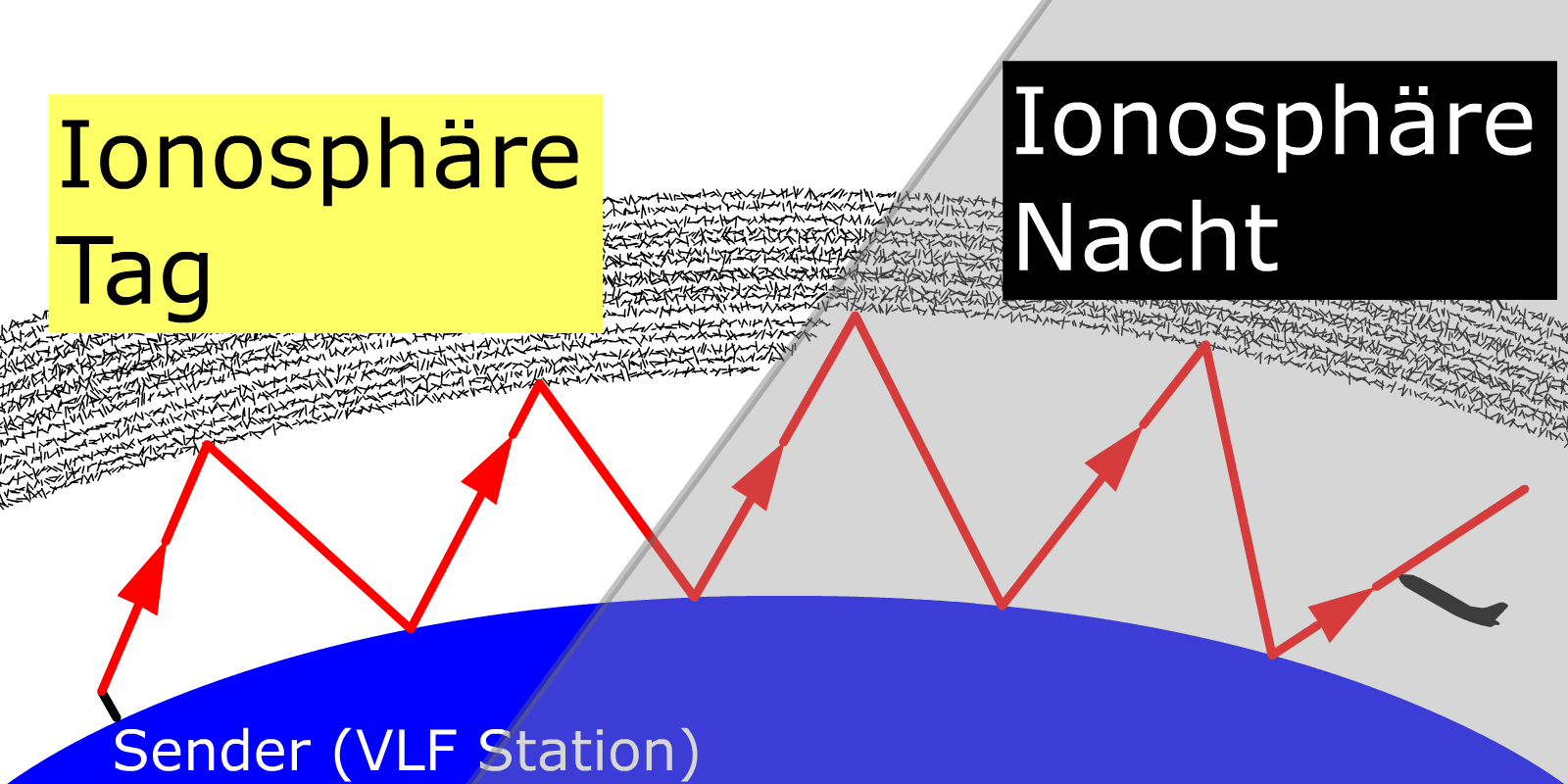
Bild 2

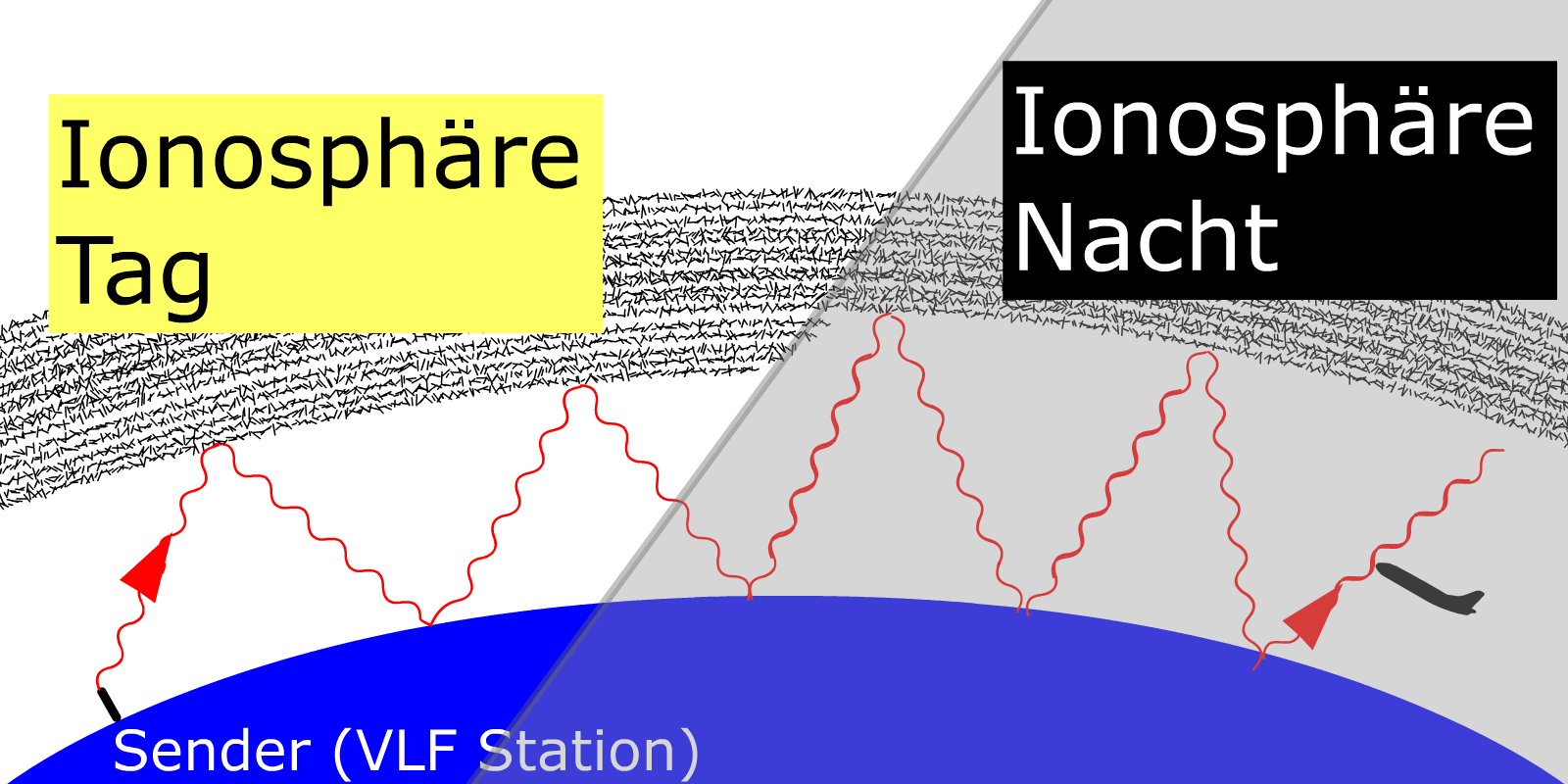
Bild 3

Die Ausbreitung der Längstwellen ist sehr stabil und deshalb gut voraussagbar. Probleme gab es, wenn sich Sender und Empfänger in unterschiedlichen Tageslichtzonen befanden, wenn also beispielsweise am Standort des Senders Lichter Tag war, während am Standort des Empfängers Nacht war (Bild 2). Da sich die Reflexionseigenschaften der Ionosphäre nachts ändern (grob vereinfacht: die Reflexion erfolgt in einer größeren Höhe und ist stärker; tags ist die Untergrenze der Ionosphäre 80 km hoch und nachts steigt sie auf 100 km an), war diese Konstellation für die Navigation unbrauchbar, da die Übergänge an der Tag-Nacht-Grenze unstabil und unregelmäßig waren. Das OMEGA-Empfangsgerät schaltete deshalb automatisch auf einen anderen Sender um, so dass sich Sender und Empfänger wieder gleichzeitig in der Tagzone (bzw. beide in der Nachtzone) befanden. Durch die geänderte Reflexionshöhe der Ionosphäre in der Nacht kommt es zu einer anderen Länge der Laufstrecke für die Längstwellen und damit zu einer störenden und unvorhersehbaren Phasenverschiebung (Bild 3). Im Bild ist vereinfachend nur ein einziger Ausbreitungsweg dargestellt, obwohl gleichzeitig Tausende nebeneinander davon bestehen. Entscheidend ist jedoch die Phasenverschiebung. Da die Phasenverschiebung zur Entfernungsberechnung verwendet wird, macht eine unberechenbare Phasenverschiebung an der Tag-Nacht-Grenze (engl. diurnal effect, diurnal phase shift) das Signal unbrauchbar.

### Phasenverschiebung

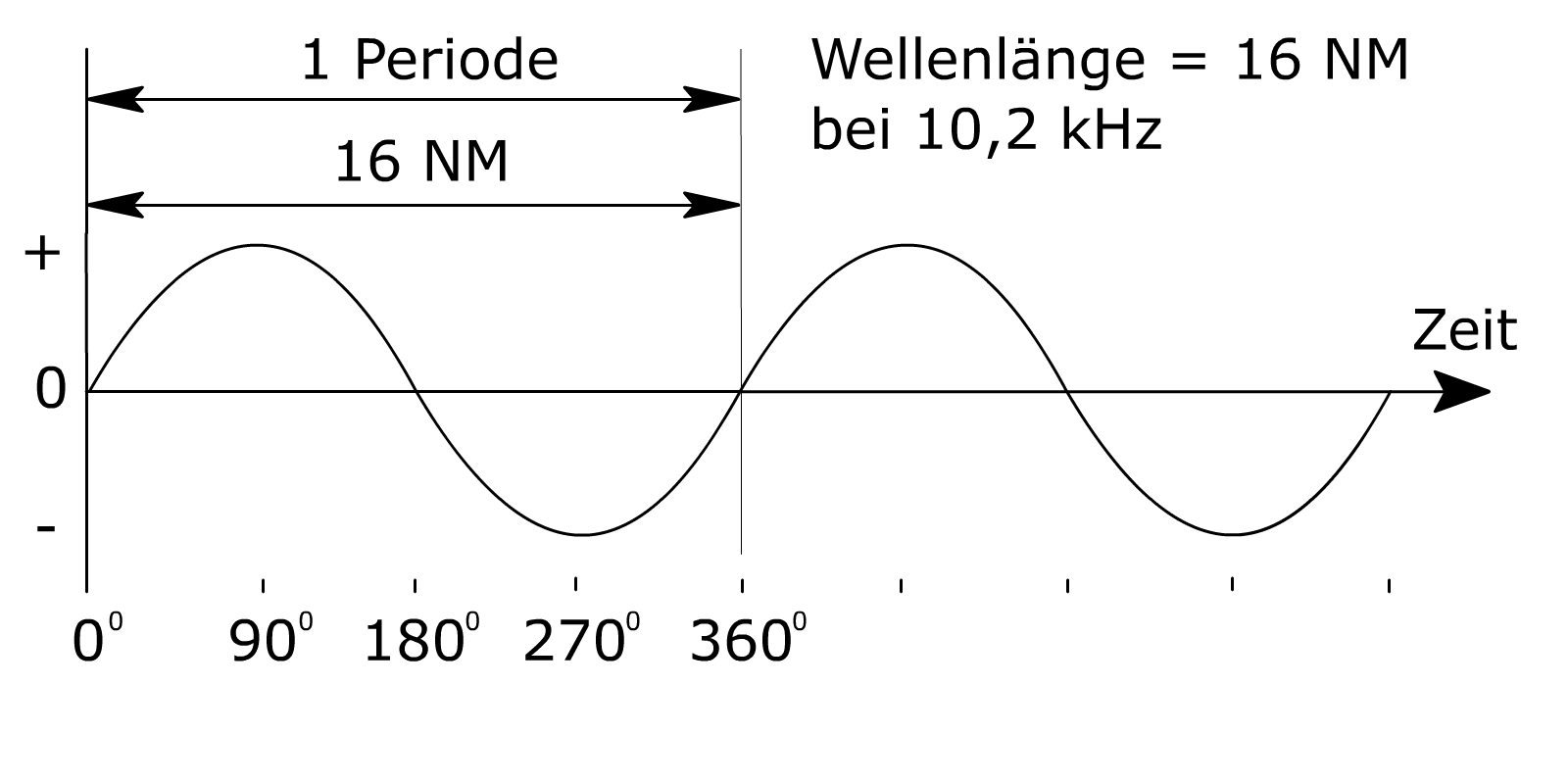
Bild 4

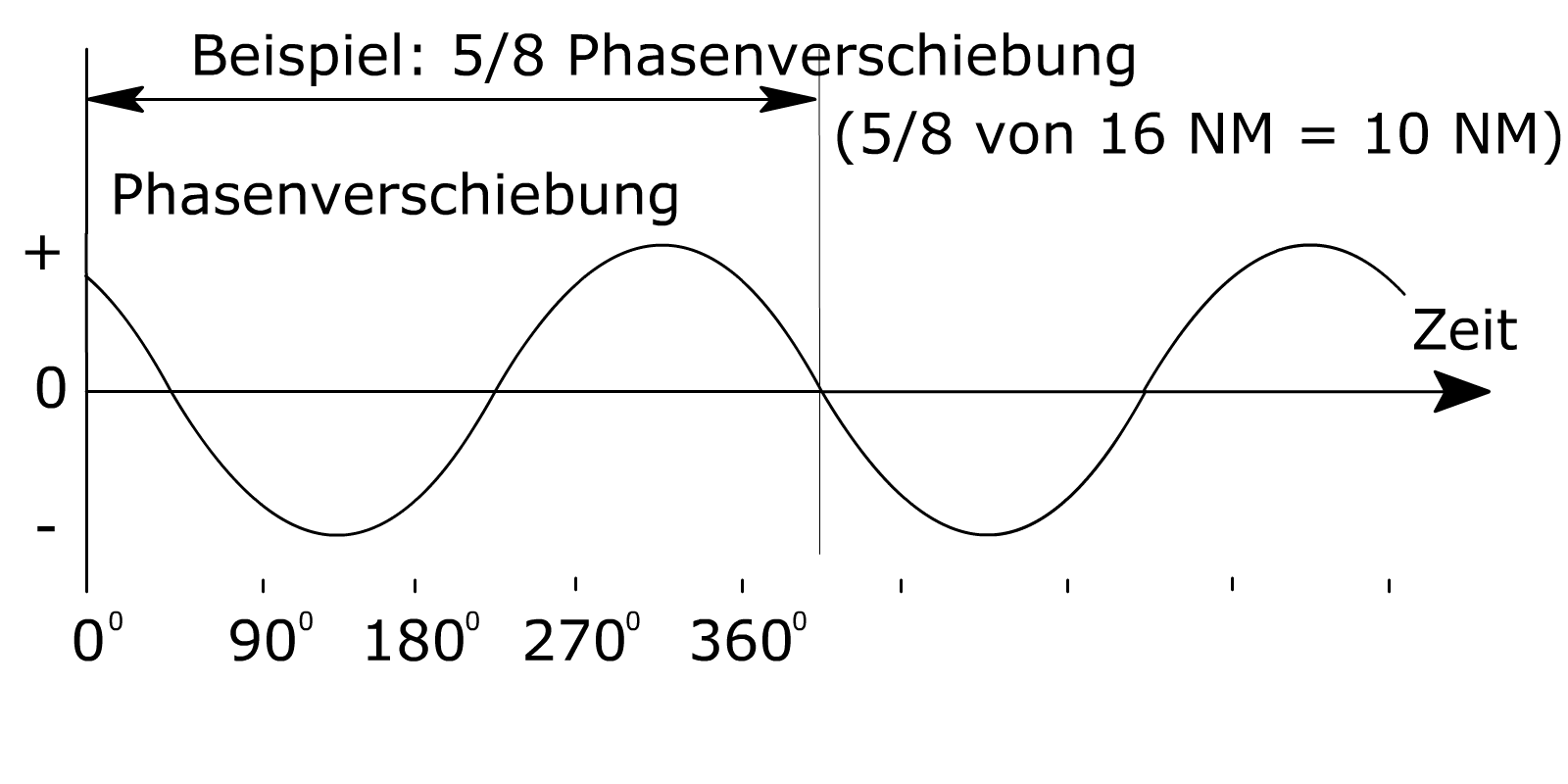
Bild 5

Die vom OMEGA-Navigationssystem verwendeten Längstwellen haben bei einer Frequenz von 10,2 kHz eine Wellenlänge von 16 NM (= 29,632 km) (Bild 4). Exemplarisch sei angenommen, dass ein Flugzeug mit dem OMEGA-Empfangsgerät genau über dem Sender startet. Der aktuelle Standort muss bei Beginn des Fluges eingegeben werden. Die Phasenverschiebung über der Station ist Null. Nach weiteren 16 NM Flug von der Station weg ist die Phasenverschiebung wieder Null. Dazwischen kommt es zu einer allmählichen Phasenverschiebung (Bild 5), die vom Empfangsgerät in Entfernungseinheiten (NM) umgerechnet und angezeigt wird.

### Standortbestimmung

#### Line of Position

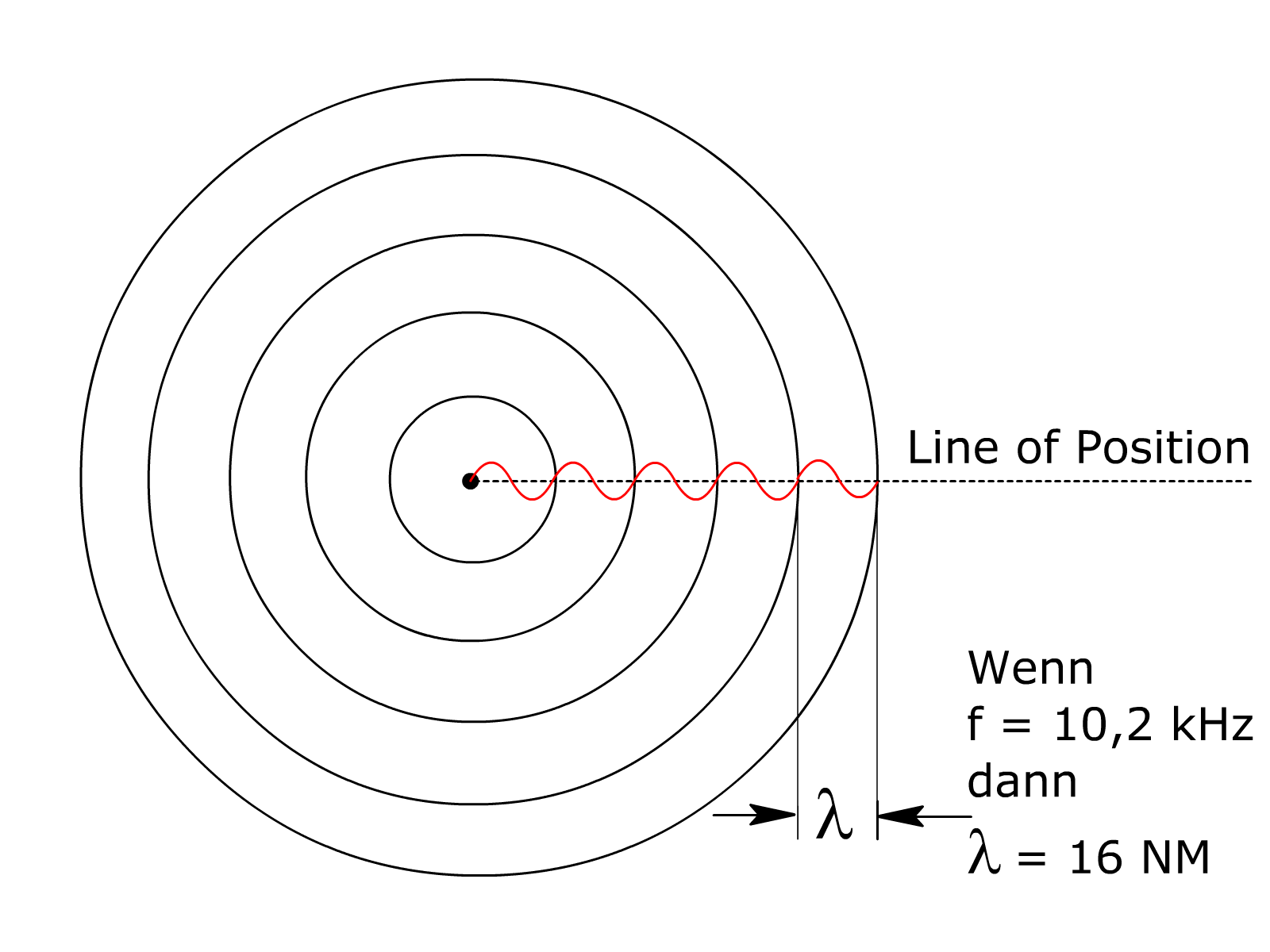
Bild 6

Das OMEGA-Empfangsgerät muss während des ganzen Fluges eingeschaltet bleiben, damit es mitzählen kann, wie oft eine Phasenverschiebung um eine Periode (16 NM) stattfindet. Es kann also nur die Entfernung von der OMEGA-Station genau angeben (die Position auf einer Kreislinie um den Sender), nicht jedoch die Richtung. Allerdings sind genaue Richtungsangaben über einen zusätzlichen Kompass problemlos für die Navigation verfügbar.

#### Range-Range-Navigation

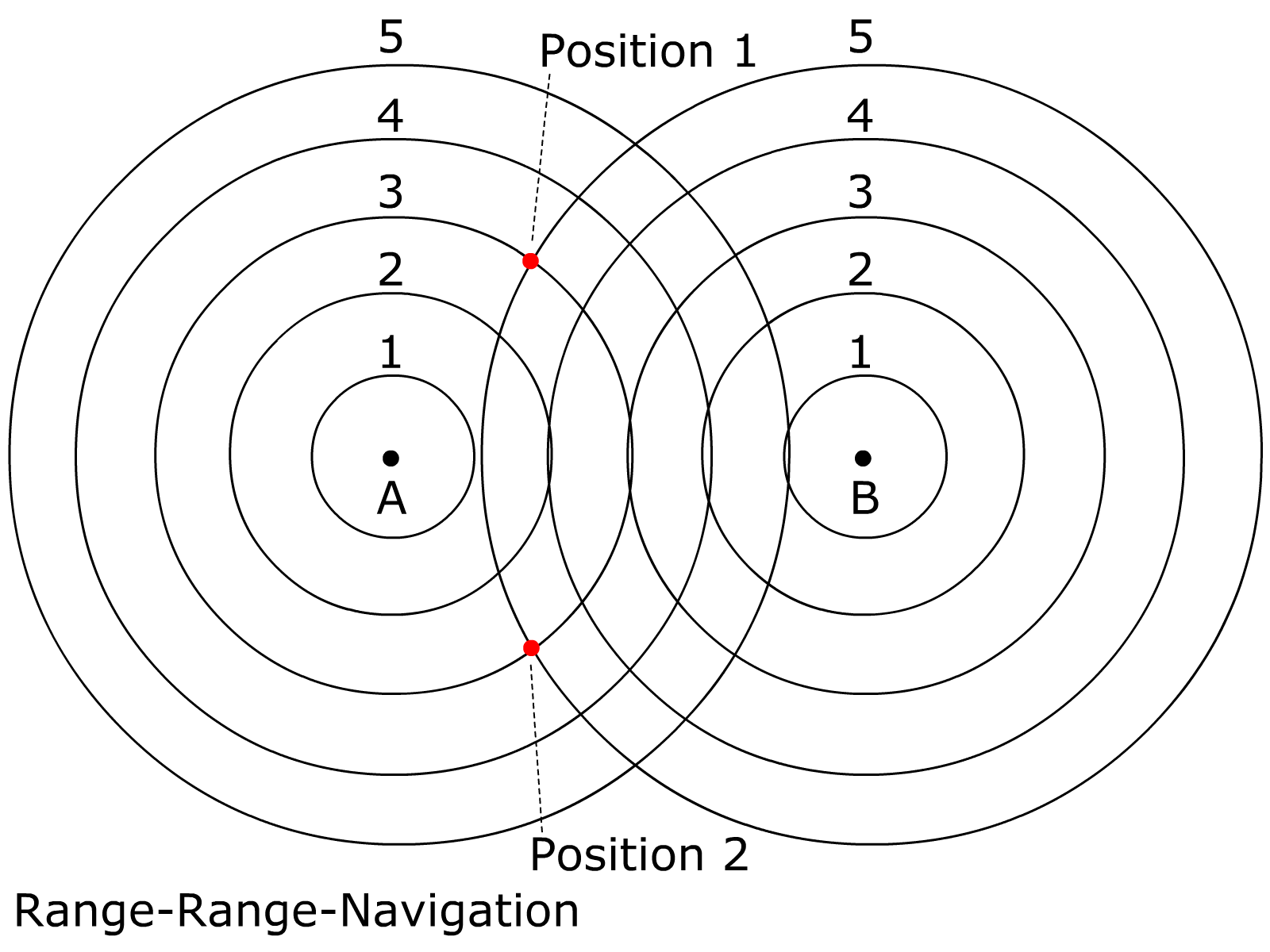
Bild 7

Bei der Auswertung von zwei OMEGA-Sendern ergeben sich zwei mögliche Standorte. Diese lassen sich bereits mit Hilfe einer groben Orientierung am Kompass differenzieren. Wegen der Besonderheit des OMEGA-Navigationsverfahrens ist die Ortsbestimmung mit Hilfe von zwei Sendern zweideutig. Bei anderen Navigationsverfahren geht von zwei Sendern je eine gerade Standlinie aus und es ergibt sich bereits ein eindeutiger Schnittpunkt. Beim OMEGA-Navigationsverfahren handelt es sich aber um zwei Kreise, die von zwei Sendern ausgehen. Diese zwei Kreise schneiden sich naturgemäß an zwei Punkten. Da nur bekannt ist, dass der Empfänger irgendwo auf diesen Kreislinien ist, kann der Empfänger an einem der beiden Punkte sein.

#### Range-Range-Range-Navigation

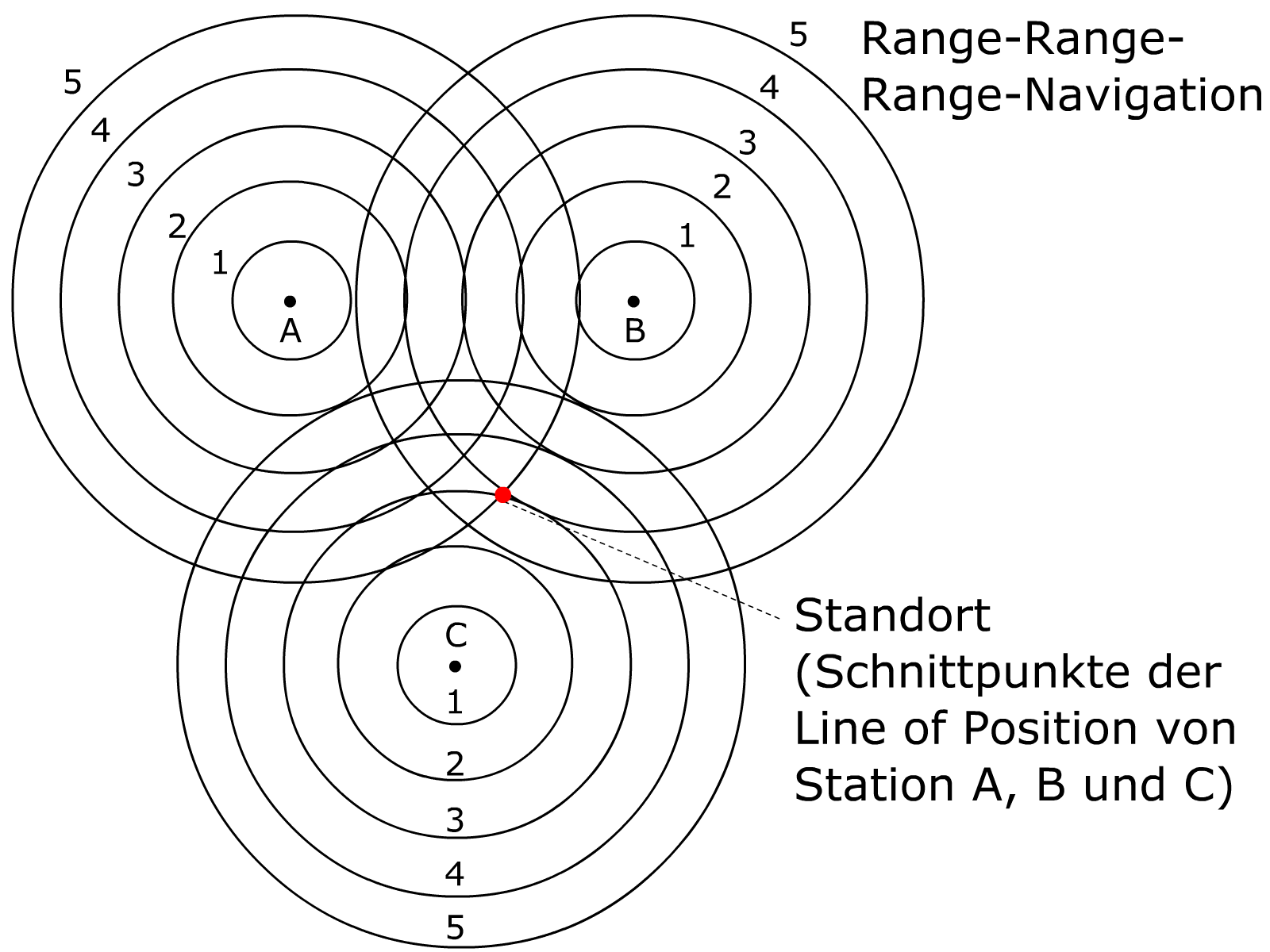
Bild 8

Eine eindeutige Positionsbestimmung ergibt sich erst bei der Auswertung von 3 Stationen. Die Entfernungsangabe zu 3 Stationen gibt einen einzigen Schnittpunkt. Erst das Hinzukommen eines dritten Senders löst die Zweideutigkeit auf, die bei der Navigation mit zwei Sendern noch existiert.

#### Hyperbel-Navigation

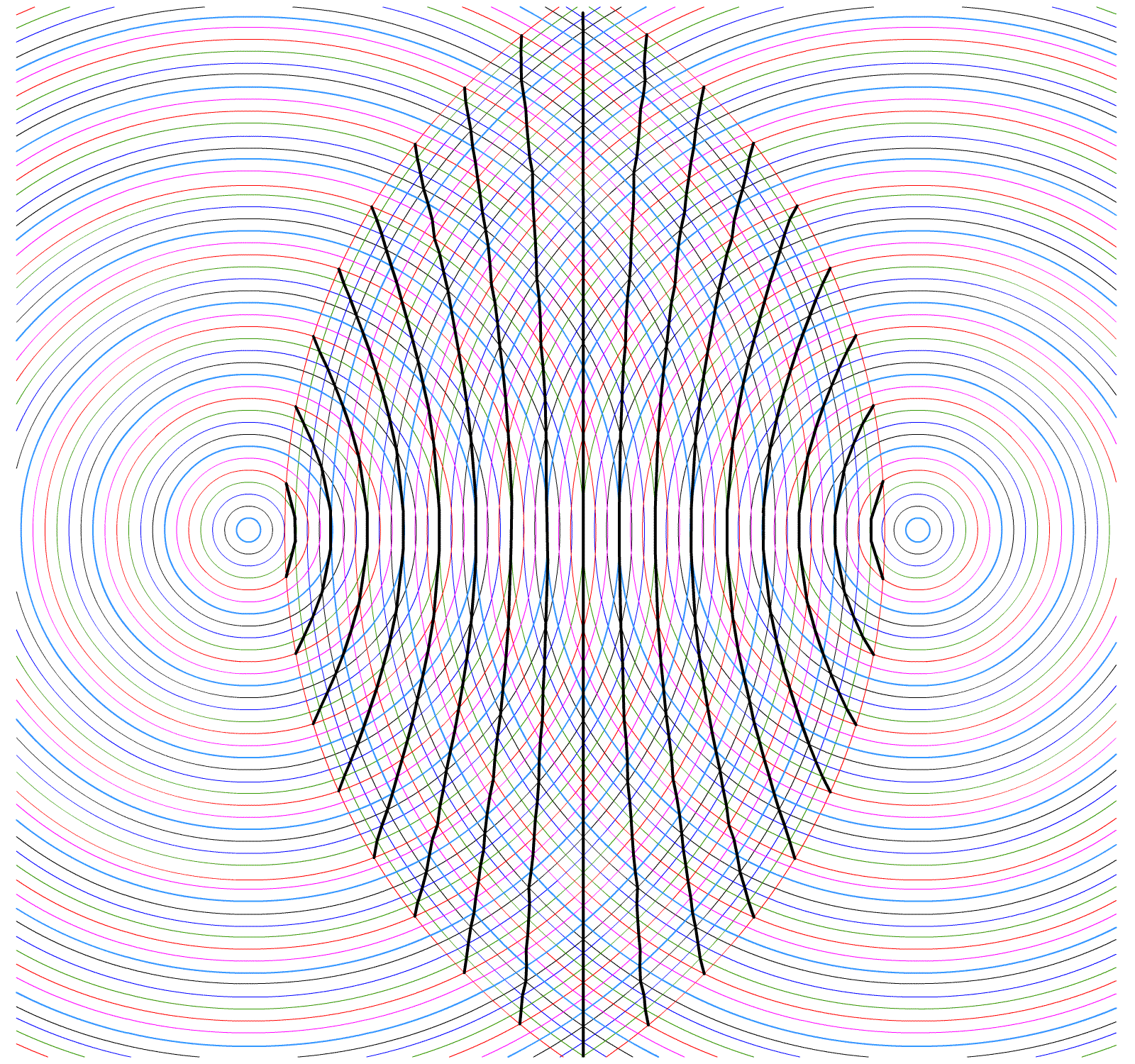
Hyperbelstandlinien (schwarze Linien) zwischen zwei Sendern

Die Hyperbelnavigation ist nicht mit der Range-Range-Range-Navigation gleichzusetzen. Sie stellt einen noch genaueren Navigationsmodus dar.
Dazu gibt es spezielle Navigationskarten.

#### Frequenztabelle

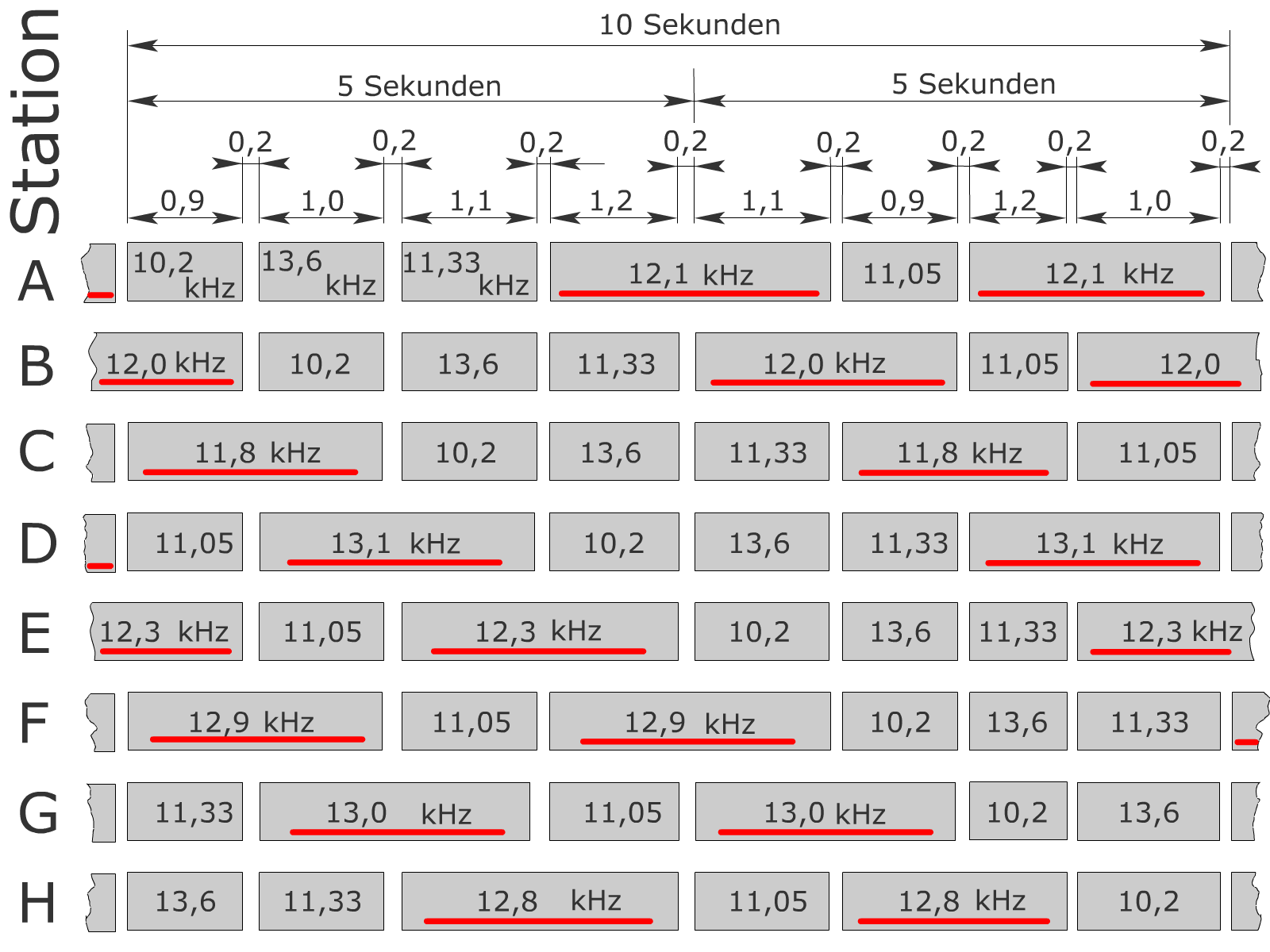
Bild 11

Die 8 weltweiten Sender (A, B, C … bis H) senden streng synchron nach einer festen Sequenz und Dauer (Bild 11: Sendetabelle – engl. transmission format, deutsch: Übertragungsformat). Ein Sendezyklus dauert 10 Sekunden. Jede Station sendet nacheinander auf vier gemeinsamen Frequenzen (engl. common frequencies) (10,2 kHz; 11,05 kHz; 11,33 kHz und 13,6 kHz) und zusätzlich auf einer stationstypischen Frequenz, die nur für diese Station reserviert ist (Stationsfrequenz, im Bild 11 rot unterstrichen). Die Station sendet während eines Sendezyklus von 10 Sekunden genau zweimal mit der Stationsfrequenz, wobei dieser Sendeimpuls ungefähr doppelt so lang ist, wie die Sendeimpulse auf der allgemeinen Frequenz. Ein Sendezyklus besteht gewissermaßen aus 8 „Takten“, wovon 4 Takte auf den allgemeinen Frequenzen und vier Takte auf der Stationsfrequenz gesendet werden. Die Sendeimpulse auf den Stationsfrequenzen überlappen sich um jeweils einen Takt. Die Pausen zwischen den „Takten“ betragen genau 0,2 s, während die Länge der einzelnen Takte innerhalb eines Sendezyklus – nach einer festen Reihenfolge – leicht variiert. Bei der Betrachtung der einzelnen Spalten der Sendetabelle wird deutlich, dass je „Takt“ jeweils 4 Sender auf ihrer individuellen Stationsfrequenz senden, während die übrigen vier Sender auf den gemeinsamen Frequenzen senden, wobei innerhalb eines „Taktes“ nur gleichzeitig auf unterschiedlichen gemeinsamen Frequenzen gesendet wird, da es sonst zu Signalinterferenzen käme.
In den OMEGA-Empfangsgeräten war die Information der Sendetabelle gespeichert, so dass das Empfangsgerät beim Empfang der Signale jede Station eindeutig zuordnen konnte.
Die vier allgemeinen Frequenzen lauten:
| Frequenz  | Wellenlänge in NM | Wellenlänge in km |
| 10,20 kHz | 15,87 NM          | 29,39 km          |
| 11,05 kHz | 14,65 NM          | 27,13 km          |
| 11,33 kHz | 14,29 NM          | 26,46 km          |
| 13,60 kHz | 11,90 NM          | 22,04 km          |

Zur Grobortung wurden Mischfrequenzen (3,40 kHz und 1,13 kHz) benutzt, die sich aus der Differenz von jeweils zwei passend ausgesuchten gemeinsamen Frequenzen ergaben.
- Die Frequenzen für 15,87 NM (10,20 kHz) und für 11,90 NM (13,60 kHz) ergeben eine Differenz von 3,40 kHz (13,60 - 10,20 = 3,4). 3,4 kHz entsprechen einer Wellenlänge von 47,61 NM (88,17 km).
- Die Frequenzen für 15,87 NM (10,20 kHz) und für 14,29 NM (11,33 kHz) ergeben eine Differenz von 1,13 kHz (11,33 - 10,20 = 1,13). 1,13 kHz entsprechen einer Wellenlänge von 143,25 NM (265 km).

Das Interferenzband mit der Amplitude 143 NM wurde besonders von schnell fliegenden Flugzeugen für die Navigation verwendet, da der OMEGA-Empfänger die Positionsanzeige nur alle 10 Sekunden neu berechnet.
Die Stationsfrequenzen waren:
| Station | Frequenz | .. | Station | Frequenz | … | gemeinsame Frequenzen |
| A       | 12,1 kHz |    | E       | 12,3 kHz |   | 10,2 kHz              |
| B       | 12,0 kHz |    | F       | 12,9 kHz |   | 11,05 kHz             |
| C       | 11,8 kHz |    | G       | 13,0 kHz |   | 11,33 kHz             |
| D       | 13,1 kHz |    | H       | 12,8 kHz |   | 13,6 kHz              |

Die Sendeleistung eines OMEGA-Senders betrug 10 kW.

#### Zivile Nutzung
Fur die zivile Nutzung der Omega-Navigation wurden lediglich die gemeinsamen Frequenzen 10,2 kHz; 13,6 kHz und 11,33 kHz genutzt.

#### Synchronisation der Sendesignale
Damit die Stationen das zeitliche Taktsignal exakt senden konnten, waren sie mit einer Atomuhr ausgestattet. Diese Atomuhren wurden beim Systemstart synchronisiert.

#### VLF-Sender
Um die Zuverlässigkeit der Navigation auch bei einem nicht so optimalen Empfang der OMEGA-Signale zu gewährleisten, konnten die Empfänger zusätzlich noch Signale von weltweit 7 VLF-Stationen (very low frequency, Längstwellen) auswerten. Diese Stationen gehörten zum VLF-Sendernetz der US-Navy (engl. naval VHF communications network). Diese Signale konnten jedoch nur zur Berechnung der Entfernung von der Station verwendet werden und nicht zur automatischen Positionsbestimmung. Sie sind zum größten Teil auch heute noch in Betrieb.
| Nummer | Standort                                                  | Koordinaten           | Frequenz | Sendeleistung |
| 1      | Marinefunkstelle Cutler (Maine)                           | 44° 39' N; 067° 17' W | 17,8 kHz | 1026 kW       |
| 2      | Marinefunkstelle Ebino (Japan)                            | 32° 05' N; 137° 01' O | 17,4 kHz | 48 kW         |
| 3      | Jim Creek Naval Radio Station (US-Bundesstaat Washington) | 48° 12' N; 121° 55' W | 18,6 kHz | 124 kW        |
| 4      | Marinefunkstelle Lualualei (Hawaii)                       | 21° 26' N; 158° 09' W | 23,4 kHz | 588 kW        |
| 5      | NSS Annapolis (Maryland)                                  | 38° 60' N; 076° 27' W | 21,4 kHz | 588 kW        |
| 6      | Marinefunkstelle Harold E. Holt (Exmouth, Australien)     | 21° 49' S; 114° 10' O | 22,3 kHz | 989 kW        |
| 7      | Rugby (Großbritannien)                                    | 52° 22' N; 001° 11' W | 16,0 kHz | 40 kW         |

## Navigationsmodus der OMEGA-Empfänger
Der Omega hatte zwei primäre Navigationsmodi:
- Hyperbelnavigation (die höchste und genauste Stufe der OMEGA-Navigation)
- Range-Range-Range-Navigation (jede mögliche Kombination von OMEGA-Sendern oder VFL-Sendern war dafür ausreichend)

und zwei sekundäre Navigationsmodi
- Range-Range-Navigation
- Koppelnavigation (engl. dead reckoning)

Der Empfänger versuchte immer möglichst im Modus „Hyperbelnavigation“ zu arbeiten. Bei schlechterem Signalempfang oder wenn nur zwei OMEGA-Sender brauchbar waren, schaltete er in einen tieferen Modus. Bei Verlust eines zuverlässigen Signals schaltete er in den „Dead reckoning-Modus“, dabei koppelte er in Flugzeugen mit Hilfe der letzten bekannten Positionsbestimmung, dem Kompasskurs, der Fluggeschwindigkeit (True Airspeed) und der verstrichenen Zeit einen voraussichtlichen Kurs mit.

## OMEGA-Empfänger
Der OMEGA-Empfänger besteht aus drei Komponenten:
1. Control/Display Unit (CDU) – deutsch: Steuer-Anzeige-Einheit
2. Receiver Processor Unit (RPU) – deutsch: Empfänger-Verarbeitungs-Einheit
3. Antenna/Coupler Unit (ACU)

## Abschaltung
Da durch die Satellitennavigation GPS eine sehr viel genauere Positionsbestimmung möglich wurde, die ebenfalls weltweit verfügbar war, wurden die OMEGA-Sendestationen am 30. September 1997 abgeschaltet.
In Russland wurde ein vergleichbares Funknavigationssystem mit der Bezeichnung Alpha errichtet, welches immer noch in Betrieb ist.

## Vergleich zwischen OMEGA-Navigation und Trägheitsnavigation
Die Vorteile der OMEGA-Navigation gegenüber der Trägheitsnavigation (INS) waren der geringere Preis und die höhere Zuverlässigkeit. So betrug 1985 der Preis eines OMEGA-Empfängers (Kontrolleinheit, Empfänger-Prozessor und Antenneneinheit) für ein Flugzeug ca. 35.000 US$ gegenüber 150.000 US$ für ein INS-System. Hinsichtlich der Zuverlässigkeit betrug die Mean Time Between Failures (die mittlere Betriebsdauer zwischen Ausfällen) bei der OMEGA-Anlage 4.000 Stunden und beim INS-System 2.000 Stunden. Auch die Reparaturkosten waren für einen OMEGA-Empfänger viel geringer als für eine INS-Anlage. Der Omega-Empfänger hatte auch weniger empfindliche Teile. Auch hinsichtlich der Standortgenauigkeit war der OMEGA-Empfänger überlegen, da er alle 10 s eine genaue Standortbestimmung vornehmen konnte, während die Genauigkeit der Positionsangabe durch das INS-System mit fortschreitender Flugdauer abnahm. Heute wird die Genauigkeit des INS-Systems durch den Abgleich mit VOR-Signalen wesentlich erhöht.
Nachteile der OMEGA-Navigation gegenüber der INS-Navigation ist die völlige Abhängigkeit von Signalen einer Bodenstation (OMEGA-Sender, VLF-Sender), die besonders für die ursprünglich hauptsächliche militärische Nutzung durch den Gegner gestört werden können. Dagegen funktioniert die INS-Navigation völlig autonom – ohne Bodensignale – und hatte damit für den militärischen Bereich ihre unbedingte Berechtigung.
Beide Verfahren haben auch den Nachteil, dass sie – genau wie auch Decca – vor Reiseantritt eine Positionsangabe erforderten, die beim INS-Verfahren besonders genau sein musste, und dass diese Navigationsverfahren auf einer fortlaufenden Messung beruhten. Man konnte also nicht durch einmaliges Einschalten der Anlage seine Position ermitteln. Ebenso wurde das Navigationsverfahren bei einer Betriebsunterbrechung (z. B. Stromausfall am Empfänger) unbrauchbar.

## Beschreibung der einzelnen Sendestationen
| Name            | Koordinaten                      | Beschreibung |  |
| --------------- | -------------------------------- | --- |  |
| (A) Bratland    | 66° 25′ 13″ N, 13° 8′ 13″ O      | Die Station befand sich bei Bratland in Norwegen und benutzte als Sendeantenne eine 3500 Meter lange Drahtantenne, welche zwischen dem norwegischen Festland und der Insel Aldra gespannt war. Als Befestigungspunkte dienten massive Betonblöcke. Die Antenne des OMEGA-Sender Bratland wurde 2002 demontiert. |  |
| (B) Paynesville | 6° 18′ 20″ N, 10° 39′ 52″ W      | Die Station befand sich in der Nähe von Paynesville in Liberia (in der Nähe von Monrovia). Sie wurde 1976 eingeweiht und verwendete als Sendeantenne einen 417 Meter hohen abgespannten Stahlfachwerkmast, welcher das höchste Bauwerk in Afrika war. Die Station wurde nach der Abschaltung des OMEGA Navigationssystems am 30. November 1997 der liberianischen Regierung übergeben. Der Sendemast der Station wurde am 12. Mai 2011 gesprengt. |  |
| (C) Hawaii      | 21° 24′ 17″ N, 157° 50′ 18″ W    | Die Station befindet sich bei Kaneohe auf der Insel Oʻahu, Bundesstaat Hawaii. Ungefähr 15 km nordöstlich von Pearl Harbor. Die Antenne ist in der Nähe der Ostküste der Insel über das Haiku-Tal gespannt. |  |
| (D) La Moure    | 46° 21′ 57″ N, 98° 20′ 8″ W      | Die Station befindet sich bei La Moure in North Dakota (im äußersten Süd-Ost-Zipfel) und verwendet als Antennenanlage einen 365,25 Meter hohen abgespannten Sendemast. Seit der Stilllegung des OMEGA-Funknavigationssystems dient der Sender zur Übermittlung von Nachrichten an getauchte U-Boote. |  |
| (E) Chabrier    | 20° 58′ 27″ S, 55° 17′ 24″ O     | Die Station befand sich bei Chabrier auf Réunion, im Indischen Ozean. Der Sender, mit dessen Bau am 1. Mai 1973 begonnen wurde und der 1976 in Betrieb ging, verwendete als Antennenmast einen 428 Meter hohen abgespannten Stahlfachwerkmast, der eines der höchsten Bauwerke der Südhalbkugel war. Er wurde am 14. April 1999 durch Sprengung abgerissen. →OMEGA-Sender Saint-Paul |  |
| (F)             | 43° 3′ 13″ S, 65° 11′ 27″ W      | Die Station befand sich bei Trelew in Argentinien. Als Sendeantenne verwendete dieser Sender, dessen Errichtung von 1973 bis 1976 dauerte, einen 366 Meter hohen, gegen Erde isolierten abgespannten Stahlfachwerkmast, welcher die höchste Konstruktion in Südamerika war. Nach der Abschaltung des OMEGA-Funknavigationssystems wurde die Anlage überflüssig und der Mast wurde am 23. Juni 1998 gesprengt. →OMEGA-Sendemast Trelew |  |
| (G) Woodside    | 38° 28′ 52,4″ S, 146° 56′ 7,1″ O | Die Station befand sich in Woodside, Bundesstaat Victoria, Australien. Ursprünglich war der Aufbau der Station in Neuseeland geplant, wurde jedoch nach neuseeländischen Anti-Kriegs-Protesten nach Australien verlegt. Der Sender ist eine Schirmantenne, die von einem 432 m hohen abgespannten Stahlmast (Pardune) getragen wird. Dieser Mast ist das höchste Bauwerk auf der Südhalbkugel, jedenfalls so lange, bis das geplante Thermikkraftwerk in Buronga in der Nähe von Mildura gebaut wird. Nach der Schließung als Omega-Sender wird die Station jetzt als VLF-Sender Woodside betrieben, um auf der Frequenz 13 kHz Verbindung mit U-Booten zu halten.                                                                                             |  |
| (H) Shushi-Wan  | 34° 36′ 53″ N, 129° 27′ 13″ O    | Der Sender befand sich an der Shūshi-Bucht (舟志湾, Shūshi-wan) auf der Insel Tsushima in Japan. Er nahm im April 1975 den Betrieb auf. Der Bau des Stationsgebäudes wurde im März 1973 abgeschlossen, während der Bau des 389 Meter hohen Sendeturms, der als abgespannter Stahlrohrmast ausgeführt wurde und der das höchste Bauwerk in Japan war, erst im November 1973 beendet wurde. 1998 wurde der Sendemast der Station mit Hilfe eines Kletterkrans abgebaut. Am Standort des einstigen Sendergebäudes befindet sich heute ein Spielplatz, aus dem Mastfuß wurde am Standort des einstigen Sendemasten ein ca. 8 Meter hohes Denkmal zur Erinnerung errichtet, außerdem befindet sich ein Stück der Konstruktion als Anschauungsobjekt neben dem Mast. |  |
| Trinidad        | 10° 41′ 0,1″ N, 61° 38′ 13,3″ W  | Die Station befand sich auf Trinidad, auf der Nordwestseite der Insel. Der OMEGA-Sender Trinidad wurde 1980 stillgelegt. Der OMEGA-Sender Trinidad nutzte, ähnlich den Anlagen in Norwegen und Hawaii, einen über ein Tal gespannten Draht als Sendeantenne. Die Baulichkeiten der Anlage sind heute noch vorhanden. Ihre Nutzung ist unbekannt. |  |

## Kulturelle Bedeutung
Die Masten einiger Omega-Sender waren die höchsten Bauwerke des Landes und manchmal sogar des Erdteils, in dem sie sich befanden. In La Moure, North Dakota, war die Omega-Station Namenspate für ein Motel. In der deutschen Science-Fiction Novelle „Der Komet“ erfolgt die Abwehr eines Kometeneinschlags auf dem Areal der Omega-Station Paynesville.